# ウィッチ・フウィッチ
『ウィッチ・フウィッチ』は、2018年に公開された日本映画。監督は酒井麻衣。

## 概要
動画オンデマンド配信サービス“VICE PLUS”が贈る〈ケータイで撮る〉映画シリーズの第２弾。主演は小川紗良、萩原利久。

## キャスト
- イチゴ：小川紗良
- ジン：萩原利久
- ：micci the mistake
- リンゴ：辻凪子
- ：洪潤梨
- ：佐々木詩音
- カリン：ぎぃ子
- ：安田ユウ
- ヤマト：松本卓也
- ：藤田富
- イチゴの母：鳥居みゆき

## スタッフ
- 監督：酒井麻衣
- プロデューサー：西村喜廣
- 制作：大石淳也
- 原案：酒井麻衣
- 脚本：大西雄仁
- 撮影：伊集守忠
- 特殊造型：下畑和秀
- 美術：嵩村裕司
- 衣裳：辻野孝明
- 編集：酒井麻衣、鈴木歓、西村喜廣
- 音楽：Vampillia
- 照明：仲村逸平
- 録音：松野泉
- ＶＦＸ：鹿角剛
- ＭＡ：根本飛鳥
- 助監督：宮田豊大